# Aphaenogaster bressleri
Aphaenogaster bressleri (лат.) — вид муравьёв рода Aphaenogaster из подсемейства Myrmicinae (Formicidae). Эндемик Мадагаскара.

## Этимология
Видовое название A. bressleri дано в честь Dr. Barry Lee Bressler (Virginia Polytechnic Institute
and State University).

## Распространение и экология
Мадагаскар. Обитает в среднегорных влажных лесах (от 20 до 855 м над уровнем моря) и во влажных лесах на северо-востоке Мадагаскара; его южный ареал перекрывается с Aphaenogaster sahafina. Почвенные гнёзда этого вида расположены под камнями или в гнилых бревнах, а рабочие фуражируют в поисках корма на земле и на опавших листьях.

## Описание

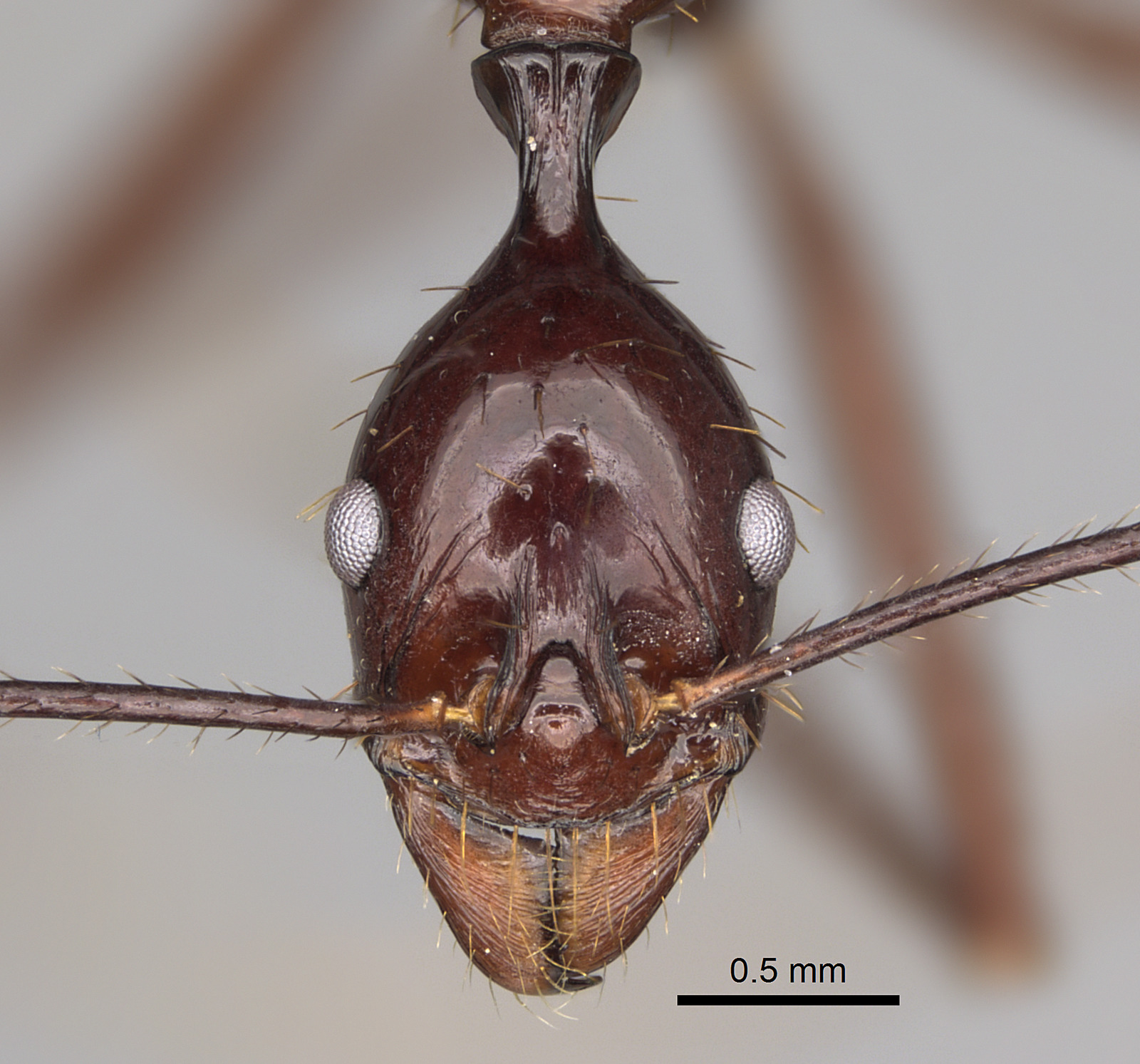
Голова рабочего Aphaenogaster bressleri

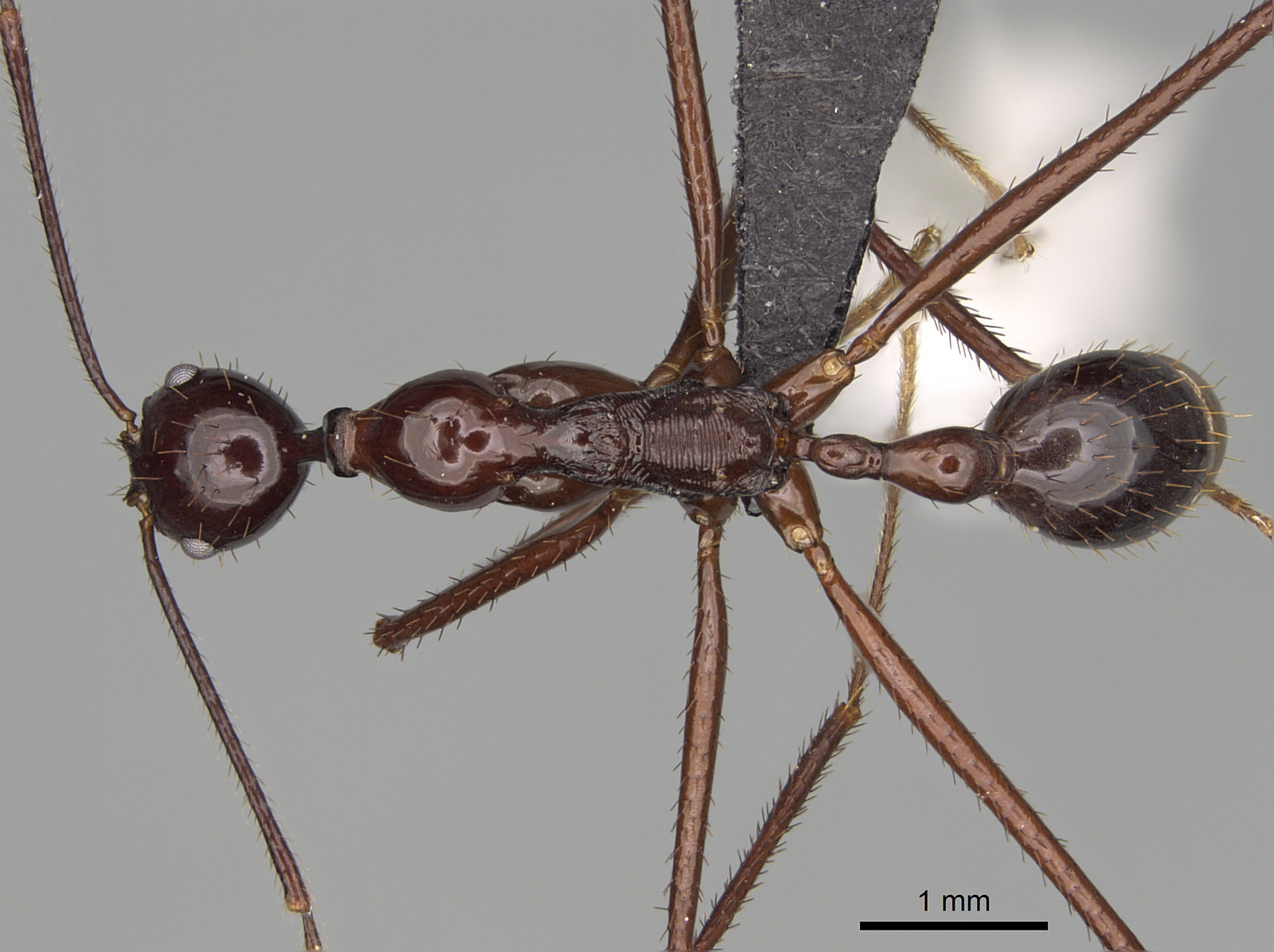
Рабочий Aphaenogaster bressleri сверху

Мелкие мирмициновые муравьи с удлинённой шеевидной затылочной частью головы, длина стройного тела около 5—7 мм, красновато-коричневого цвета, блестящие. Отличается следующими признаками: апикальные края задних бёдер острые; при виде сбоку стороны заднего бедра сужаются от середины к дистальному концу; волоски лапок редкие, толстые и тупые, щетинковидные. Затылочная шея длинная; перетяжка шеи гладкая, блестящая, с двух сторон видны 2-4 заметных киля. Срединный дорсальный киль на перетяжке шеи отсутствует, или незаметный. Проподеальные шипики длинные.
Усики 12-члениковые, булава из 4 сегментов. Стебелёк между грудкой и брюшком состоит из двух члеников: петиолюса и постпетиолюса (последний четко отделен от брюшка). Вид был впервые описан в 2021 году венгерским мирмекологом Шандором Чёсом (Sandor Csősz; Institute of Ecology and Botany, Вацратот, Венгрия) и американским энтомологом Брайаном Фишером (Brian Lee Fisher; California Academy of Sciences, Сан-Франциско, США). Включён в состав видовой группы Aphaenogaster swammerdami.